# Hjalmar Reinhold Dahlman
Pour les articles homonymes, voir Dahlman.
Hjalmar Reinhold "Ray" Dahlman (3 juin 1909-7 octobre 1993) est un fermier et un homme politique provincial canadien de la Saskatchewan. Il représente la circonscription de Bengough à titre de député du Parti libéral de la Saskatchewan de 1909 à 1964.

## Biographie
Né sur une ferme d'Estevan en Saskatchewan, Dahlman est le fils d'August Dahlman et de Martha Holmoren, tous deux provenant de Suède. Après avoir étudié à Estevan, il travaille sur la ferme familiale avant de s'installer sur sa propre ferme à Readlyn. Il sert pendant 11 ans au conseil d'administration du Hepworth School Board, six ans au conseil d'administration de l'école d'Assiniboia et comme délégué de district de la Saskatchewan Wheat Pool (en). En 1932, il épouse Myrtle Linda Wagenius.
Élu en 1960, il échoue à se faire réélire en 1964 et lors de l'élection partielle de 1966. Il meurt à Saskatoon à l'âge de 84 ans.